# فلعة (السياني)

تعديل مصدري - تعديل

فلعة هي إحدى قرى عزلة النقيلين بمديرية السياني التابعة لمحافظة إب، بلغ تعداد سكانها 119 نسمة حسب تعداد اليمن لعام 2004.